# Escritório Federal de Polícia

Bandeira da Suíça

O Bundesamt für Polizei é o escritório federal de polícia da Suíça, subordinado ao Departamento Federal de Justiça e Polícia. É responsável pela coordenação entre a polícias estaduais dos cantões, bem como com as agências responsáveis pela segurança estrangeira.
Também realiza suas próprias investigações sobre crime organizado, lavagem de dinheiro e corrupção, sob a direção do Procurador-Geral.